# René Carol
René Carol, de son vrai nom Gerhard Tschierschnitz (né le 11 avril 1920 à Berlin, mort le 9 avril 1978 à Minden) est un chanteur allemand de schlager des années 1950-1960.

## Biographie
Gerhard Tschierschnitz est le fils d'un outilleur et veut devenir ingénieur. Il commence chez Telefunken un apprentissage de mécanicien et chante à 14 ans aux fêtes de l'entreprise. Lors de la Seconde Guerre mondiale, il sert dans la Luftwaffe. Il fait ses premiers spectacles en parodiant Theo Lingen et Hans Moser. À la fin, il est fait prisonnier par les Français et s'évade de Paris en avril 1946. Il apparaît dans les bars et les boîtes de nuit et se procure un faux passeport français avec le nom de René Carol.
Fin 1946, il revient en Allemagne et s'installe à Hambourg. Il se fait remarquer par le producteur Kurt Feltz (de). Il lui fait sortir son premier disque Maria aus Bahia en 1950. En 1952, Rote Rosen, rote Lippen, roter Wein se vend à 500 000 exemplaires. Son dernier grand succès, Kein Land kann schöner sein, en 1960, se classe troisième des ventes.
Lorsque sa popularité commence à décliner, son épouse Margit devient son manager et lui organise des concerts et des tournées. Au début des années 1960, il est souvent en Amérique du Nord, où il chante pour les germanophones. Comme on ne lui reconnaît pas de résidence chez son cousin à Chigago, il fait appel au syndicat des chanteurs pour avoir un premier permis. Il publie pour son public américain des disques évoquant le mal du pays qui ne se vendent pas. Le dernier disque de Carol à entrer dans le classement des ventes, Bianca Rosa, atteint la 44e place. Après une tournée aux Pays-Bas, il est là-bas dixième, Bianca Rosa est une chanson préférée de la reine Juliana.
René Carol meurt deux jours avant son 58e anniversaire d'un cancer du côlon. Sa veuve parvient à le faire enterrer à Lüdenscheid, la ville de ses origines, où sa tombe est toujours visitée par des fans.

## Succès
- Maria aus Bahia, 1948, (avec Danielle Mac).
- Sarina/Mandolino, Mandolino, 1950[1].
- La-le-lu, 1951 (avec Lonny Kellner).
- Im Hafen von Adano, 1951 (avec Lonny Kellner).
- Rote Rosen, Rote Lippen, Roter Wein, 1953.
- Bella, Bella Donna, 1953.
- Es blüht eine weisse Lilie, 1953.
- Kein Land kann schöner sein, 1960.
- Das Schiff deiner Sehnsucht, 1960.
- Mitten im Meer, 1960.
- Hafenmarie, 1961.
- Ein Vagabundenherz, 1961.
- Der rote Wein, 1962.
- Das macht der Sonnenschein, 1962
- Prinzessin Sonnenschein, 1963.
- Bianca Rosa, 1964.
- Wenn einmal in fernen Tagen1966.
- Sie war meine Marianne, 1971.
- Liebe und Wein, 1972.

## Filmographie
- 1950: Symphonie einer Weltstadt (de)
- 1953: Südliche Nächte (de)
- 1957: Le Charme de Dolores (de)

## Source de la traduction
- (de) Cet article est partiellement ou en totalité issu de l’article de Wikipédia en allemand intitulé « René Carol » (voir la liste des auteurs).